# Hans von Bruneck
Hans von Bruneck oder auch Johannes von Bruneck war ein Maler aus dem heutigen Südtirol, der wohl von 1390 bis nach 1440 tätig war. Sein Name blieb erhalten durch eine Inschrift an Fresken, die einer seiner Schüler 1441 in der Jakobskirche in Tramin erstellte und in der er den Meister würdigt.

## Stil und Einfluss
Das Werk des Hans von Bruneck steht am Übergang der Spätgotik in die Renaissance in Südtirol. Es ist der Einfluss der italienischen Kunst bemerkbar. Nachdem Bruneck im 14. Jh. das Marktrecht erhalten hatte, wurde es eine Zwischenstation der Waren von Augsburg nach Venedig. Mit steigendem Wohlstand ließen sich auch vermutlich vermehrt Maler in der Region nieder, die heute um Hans von Bruneck als die Pustertaler Malschule gruppiert werden und die aus dem traditionellen böhmischen Einfluss kommend nun einen neuen italienischen Stil erkennen lassen.
Wie auch die Werke des Meisters von St. Sigmund waren wohl sicher auch die Malereien des Hans von Bruneck dem nachfolgenden Maler Michael Pacher bekannt, einem der bekanntesten Maler im Pustertal, der ab ca. 1460 eine bekannte Werkstatt in Bruneck betrieb.

## Nachfolger des Hans von Bruneck
Ein Schüler des Hans von Bruneck, der Maler Ambrosius Gander aus dem Jaufental (tätig 1430 bis 1465), schuf bekannte Wandgemälde in Tirol. So malte er die Sakristei, die sogenannte Koburger Kapelle, in Gufidaun aus und schuf einen Freskenzyklus in der Jakobskirche in Kastelaz, an dem die Würdigung des Meisters erhalten ist. Des Weiteren stammen von ihm Fresken in Mühlbach in der Pfarrkirche St. Helena.

## Werke (Auswahl)
Hans von Bruneck werden einige Fresken in Tirol zugeschrieben, so z. B.
- Fresken im Dom zu Brixen
- Fresken am Ursulinentor (Klostertor) in Bruneck
- Fresko (Christus als Weltenrichter) in der Salvatorkirche in Hall (um 1406)[7]
- Fresken in der alten Kirche Hl. Urban in Vintl
- Fresko (Muttergottes) in der Pfarrkirche zum hl. Petrus und zur hl. Agnes in Niederolang (um 1420).
- Fresken (Ölberg, Heilige) in einer Arkade des Kreuzgangs des Augustiner-Chorherrenstifts Kloster Neustift bei Brixen (um 1418)
- Fresken im Hauptschiff der Spitalkirche zum Hl. Geist in Sterzing (um 1402)[8]
- Fresken in der Pfarrkirche St. Jakob in Dietenheim

Es wird nicht unwidersprochen auch vermutet, dass Hans von Bruneck auch außerhalb Tirols in Nachbarregionen tätig war. Eventuell handelt es sich bei diesen Werken auch um Arbeiten aus seiner Werkstatt.

## Johannes Gihnig?
Der Nachname des Hans von Bruneck kann nach unterschiedlicher Lesart der undeutlichen Schriftzeichen der Inschrift Gihnig oder Gilanig oder Gilamig gewesen sein.